# Flugunfall einer Boeing 307 in Kambodscha 1974
Der Flugunfall einer Boeing 307 in Kambodscha 1974 ereignete sich am 27. Juni 1974. An diesem Tag stürzte eine Boeing S.307B-1 Stratoliner der Cambodia Air Commercial, mit der ein Inlandslinienflug von Battambang nach Phnom Penh durchgeführt werden sollte, kurz nach dem Start aufgrund eines mehrfachen Triebwerksausfalls zu Boden. Bei dem Zwischenfall kamen 19 der 39 Insassen ums Leben.

## Flugzeug
Bei der Maschine handelte es sich um eine 1940 gebaute Boeing S.307B-1 Stratoliner mit der Werknummer 1999. Die Maschine wurde zunächst mit dem Luftfahrzeugkennzeichen NC19907 an die Transcontinental and Western Air ausgeliefert, bei der sie den Taufnamen Zuni trug. Im Februar 1942 ging die Maschine im Februar 1942 an die United States Army Air Forces, bei denen sie zur Militärvariante Boeing C-75 Stratoliner umgebaut und mit dem militärischen Kennzeichen 42-88625 wiederzugelassen wurde. Im Juli 1944 wurde die Maschine wieder an die Transcontinental and Western Air zurückgegeben und zu einer Boeing S.307B-1 Stratoliner zurückgebaut. Sie erhielt auch ihr vormaliges Luftfahrzeugkennzeichen. Die Maschine wurde später nach Schweden verkauft, wo sie mit dem Kennzeichen SE-CDN betrieben wurde. Im Mai 1951 kaufte Aigle Azur die Maschine und ließ sie mit dem Kennzeichen F-BELX wieder zu. Im Jahr 1960 war die Maschine an die Royal Air Lao verleast, bei der sie das Kennzeichen XW-TAB trug. Im Dezember 1960 kaufte die Fluggesellschaft CITCA die Maschine und ließ sie mit dem Kennzeichen F-BELX wieder zu. Cambodia Air Commercial kaufte die Maschine im Jahr 1974 und ließ sie mit dem Kennzeichen XW-TFR wieder zu. Das viermotorige Langstreckenflugzeug war mit vier Sternmotoren des Typs Wright GR-1820 Cyclone ausgestattet.

## Passagiere und Besatzung
Den Flug von Battambang nach Phnom Penh hatten 33 Passagiere angetreten. Es befand sich eine sechsköpfige Besatzung an Bord.

## Unfallhergang
Etwa drei Minuten nach dem Start, als sich die Maschine im Anfangssteigflug befand, fielen innerhalb kurzer Zeit nacheinander die Triebwerke Nr. 1 (links außen), 2 (links innen) und 3 (rechts innen) aus. Wegen des Leistungsverlusts mussten die Piloten die Maschine in einem Reisfeld notlanden. Die rechte Tragfläche streifte einen Baum und riss kurz vor dem Aufprall auf dem Boden ab. Die Maschine schlitterte über den Boden und geriet in Brand.

## Ursache
Als Ursache des Unfalls wurde mechanisches Versagen aufgrund von schlechter Wartung ermittelt. Die hohe Zahl an Todesopfern sei dem Brand, einer möglicherweise unter den Passagieren ausgebrochenen Panik und dem Umstand geschuldet gewesen, dass die Kabinenbesatzung nicht ausreichend im Umgang mit Notfällen geschult war.